# Sint-Vincentiuskerk (Gijvelde)
De Sint-Vincentiuskerk (Frans: Église Saint-Vincent) is de parochiekerk van de gemeente Gijvelde in het Franse Noorderdepartement.

## Geschiedenis

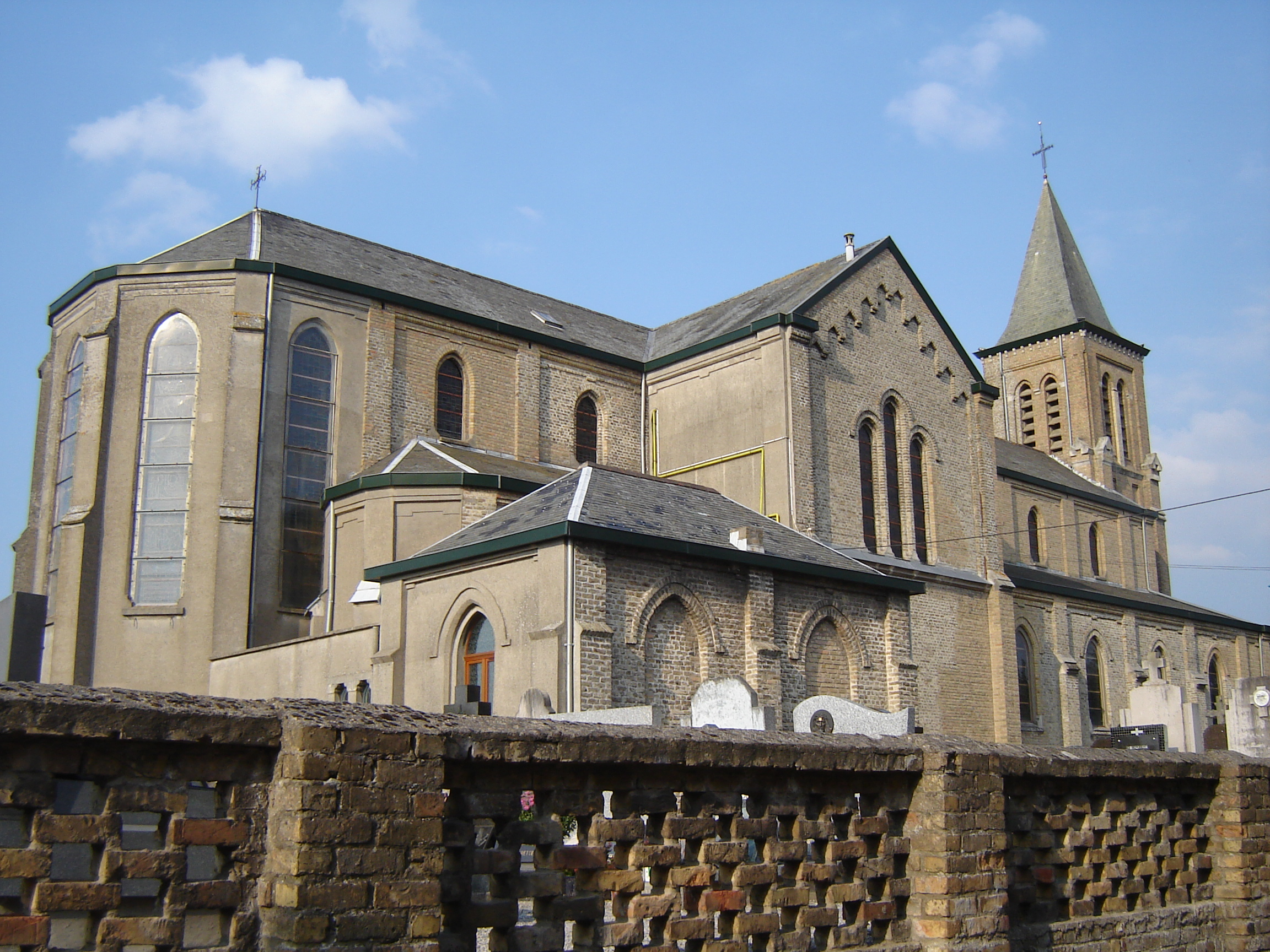
Koorzijde van de kerk

Vanaf de 10e eeuw stond hier een romaans kerkgebouw. Deze kerk was in zeer slechte staat geraakt, en in 1802 werd hij weer opgeknapt om - na de Franse Revolutie - als parochiekerk te dienen. In 1862 was nog slechts het schip van de kerk aanwezig en men besloot het oude kerkje te slopen. In 1872 werd de eerste steen van een nieuwe kerk, boven op een duin, gelegd. Het betrof een neogotisch kerkgebouw.
In 1940 werd deze kerk voor het overgrote deel verwoest. Men moest daarop kerken in een noodkerk, en in 1949 begon de herbouw van de kerk. De bouw werd onderbroken door een faillissement om in 1955 weer te worden opgevat. In 1958 werd de kerk ingewijd. De kerk heeft een voorgebouwde toren waar in 1988 ook een uurwerk in kwam.
De glas-in-loodramen in het koor tonen het leven van Sint-Vincentius.